# Ceratopogon natalensis
Ceratopogon natalensis är en tvåvingeart som beskrevs av Meillon 1937. Ceratopogon natalensis ingår i släktet Ceratopogon och familjen svidknott. Inga underarter finns listade i Catalogue of Life.